# Thürings voetbalkampioenschap 1906/07
In 1906/07 werd het tweede Thürings voetbalkampioenschap gespeeld, dat georganiseerd werd door de Midden-Duitse voetbalbond. De competitie had de status van tweede klasse omdat de teams niet evenwaardig werden bevonden aan de op dat moment sterkere Saksische teams. Hierdoor mocht de kampioen niet deelnemen aan de Midden-Duitse eindronde. 
SC Erfurt 1895 werd kampioen. Na dit seizoen werd de competitie wel verheven tot hoogste klasse. BC Teutonia 02 Ilversgehofen nam de naam BC Teutonia 1902 Erfurt aan. 

## 2. Klasse
| Plaats | Club                        | Wed.           | W              | G              | V              | Saldo          | Ptn.           |
| ------ | --------------------------- | -------------- | -------------- | -------------- | -------------- | -------------- | -------------- |
| 1.     | SC Erfurt 1895              | 8              | 7              | 0              | 1              | 16:10          | 14:02          |
| 2.     | BC Teutonia 1902 Erfurt     | 8              | 4              | 1              | 3              | 20:15          | 09:07          |
| 3.     | FC Germania 1899 Mühlhausen | 8              | 3              | 1              | 4              | 14:06          | 07:09          |
| 4.     | FC Carl Zeiss Jena          | 7              | 3              | 0              | 4              | 08:16          | 06:08          |
| 5.     | BC 1900 Erfurt              | 7              | 1              | 0              | 6              | 03:14          | 02:12          |
| 6.     | SC 1903 Weimar              | Teruggetrokken | Teruggetrokken | Teruggetrokken | Teruggetrokken | Teruggetrokken | Teruggetrokken |
| 6.     | FC Meteor 04 Waltershausen  | Teruggetrokken | Teruggetrokken | Teruggetrokken | Teruggetrokken | Teruggetrokken | Teruggetrokken |

|  | Kampioen   |
|  | Degradatie |